# Samantha: An American Girl Holiday

Samantha: An American Girl Holiday (bra: Samantha & Nellie)  é um telefilme estadunidense de 2004, produzido pela Warner Bros e dirigido por Nadia Tass.
O filme é baseado na personagem mais popular da série de livros infantis American Girl, da escritora Valerie Tripp, que retrata a história de Samantha e suas aventuras na cidade de Nova York na virada do século XX.

## Enredo
América, 1904. Com novas invenções e ideias modernas que transformam o mundo, esta é uma era emocionante para se viver, especialmente para Samantha Parkington (AnnaSophia Robb), uma órfã de nove anos que vive com a avó rica, Grandmary (Mia Farrow), que ensina à menina como se tornar uma própria lady da era Vitoriana.
Mas o mundo de Samantha de luxos e elegância, de festas e diversão, começa a mudar no dia que Nellie O'Malley (Kelsey Lewis) entre na sua vida.
Nellie, seu pai e duas irmãs menores se mudam para a casa vizinha para serem criados da família Ryland. Embora venham de mundos completamente diferentes, rapidamente, Samantha e Nellie se tornam amigas.
As meninas se procuram na alegria e na tristeza, na aventura e no perigo, e crescem tão íntimas como duas irmãs. Mas nada poderia prepará-las para as surpresas que mudam a vida com que vão se deparar, nesse emocionante conto familiar.

## Elenco
- AnnaSophia Robb - Samantha Parkington
- Mia Farrow - Mary, avó de Samantha
- Jordan Bridges - Gard, tio de Samantha
- Rebecca Mader - Cornélia, tia de Samantha
- Kelsey Lewis - Nellie O'Malley
- Hannah Endicott-Douglas - Bridget O'Malley, irmã de Nellie
- Olivia Ballantyne - Jenny O'Malley, irmã de Nellie
- Michael Kanev - Eddie Ryland, vizinho de Samantha
- Jackie Brown - senhora na fábrica
- Keir Gilchrist - menino da fábrica
- Karen Eyo - diretora da escola
- Shary Guthrie - Professor
- Shae Norris - Agatha
- Clare Stone - Emma.

## Prêmios e indicações
- O filme ganhou o Prêmio Desempenho 2005 de Melhor Artista Jovem em uma minissérie de TV, Filme ou Especial, pela atriz mirim Olivia Ballantyne.
- Ele também foi indicado para o Prêmio Jovem Artista 2005, como Melhor Filme de Televisão, Família ou especial, e outra indicação para Young Artist Award 2005, na categoria de Melhor Performance Infantil em uma minissérie de TV Filme ou Especial, pelo desempenho da atriz protagonista, AnnaSophia Robb.